# Marina militare birmana
La Marina militare birmana, (Burmese: တပ်မတော် (ရေ); pronuncia burmese: [taʔmədɔ̀ jè]) e conosciuta anche internazionalmente con la designazione in lingua inglese Myanmar Navy, è la marina militare della Birmania e parte integrante, assieme alla aeronautica militare e all'esercito, delle forze armate birmane, dette Tatmadaw.
Il ruolo della Marina militare birmana è di pattugliare l'immensa linea costiera del paese, assicurare la sicurezza delle acque territoriali e della zona economica esclusiva (ZEE), per proteggere gli interessi marittimi strategici del paese e delle isole circostanti e difendere il paese dalle minacce marittime. A questo si aggiungono le missioni antiinsurrezione che il governo militare del paese mette in atto contro gli oppositori.
La marina ha attualmente 19.000 effettivi attivi e più di 120 mezzi navali, prevalentemente di piccole dimensioni, e non ha una significativa componente di altura.

## Storia
Storicamente la marina reale birmana è stata una forza costiera e fluviale, con le sue prime unità dedicate al pattugliamento del fiume Irrawaddy, nella prima metà del diciannovesimo secolo, con cannoni leggeri da 6 e 12 libbre e una trentina di fucilieri; nella seconda metà vennero acquisite alcune navi adatte al mare aperto, con equipaggi misti locali ed europei. In precedenza ed anche in parallelo al regno birmano le navi Arakanesi e Mon battevano le coste per pirateria, arrivando a colpire anche le coste dell'India tra il quindicesimo e il diciassettesimo secolo.
Nel 1940 venne formata la Marina Birmana che giocò un ruolo minore tra gli Alleati contro i giapponesi. Nel 1947 con l'indipendenza venne fondata la marina militare birmana, con 700 uomini ed alcune navi donate dalla Royal Navy, nello specifico una fregata della classe River, quattro mezzi da sbarco di tipo  Landing Craft Gun (Medium). Fino agli anni settanta del ventesimo secolo la marina birmana venne provvista di mezzi acquistati o donati da paesi occidentali; dal 1990 in poi venne avviato un programma di acquisti basato massicciamente su materiale di provenienza cinese.

## Flotta
Le sue unità principali sono quattro fregate e due corvette, cui si aggiungono diverse decine di unità minori. Il principale fornitore appare dall'inizio del ventunesimo secolo la Repubblica popolare cinese.

### Fregate
| Classe                       | Costruttore                                  | Numero di serie                              | Anno di entrata in servizio | Armament0 | Note |
| ---------------------------- | -------------------------------------------- | -------------------------------------------- | --------------------------- | --- | ---- |
| classe Aung Zeya             | Arsenale militare (Myanmar)                  | F11 - Aung Zeya F12 - Kyansittha             | 2008 2012                   | 8 missili antinave Kh-35E 1× Cannone super rapido Oto Melara 76 mm 4 cannoni AK-630 6 canne da 30 mm CIWS Lancia siluri tripli da 324 mm YU-7 ASW Lanciarazzi, probabilmente razzi ASW o da inganno                                                              |      |
| classe Jianghu-II Type 053H1 | Cantieri Hudong (Repubblica Popolare Cinese) | F21 - Mahar Bandoola F23 - Mahar Thiha Thura | 2012                        | 8 missili antinave C-802 2 lanciarazzi ASW a 5 tubi Type 81 (RBU-1200) (30 razzi), o 2 Type 3200 6-tubi ASW RL (36 razzi) 2 mortai antisom Type 62 5-tubi 2 guide per cariche di profondità e proiettore 4 cannoni binati antiaerei da 37 mm 2 cannoni da 100 mm |      |

## Aviazione navale
L'aviazione navale birmana è praticamente inesistente.